# Курбангалиев, Мухаммед-Габдулхай
Мухаммед-Габдулхай Габидуллович Курбангали́ев (баш. Мөхәммәт-Ғабдулхай Ғәбиҙулла улы Ҡорбанғәлиев; 1889—1972) — башкирский просветитель, выдающийся религиозный, политический и общественный деятель первой половины XX века.

## Биография и деятельность до 1917 года
Родился в 1889 году в деревне Медиак Мухаммед-Кулуевской волости Челябинского уезда Оренбургской губернии (ныне в Аргаяшском районе Челябинской области) в семье имам-хатыба мечети Габидуллы Курбангалиева, очень авторитетного среди башкир религиозного лидера, известного как «хромой ишан» и имевшего множество последователей (мюридов).
В 1914 году окончил Медиакское медресе.
Обучался также в медресе «Расулия» в городе Троицк Верхнеуральского уезда, преподавал в медресе д. Медьяк.
В 1916 году муфтий Сафа Баязитов готовил в качестве своего преемника на должность верховного муфтия России (председателя Оренбургского магометанского духовного собрания).
В 1916 году стал управляющим Петербургским округом мусульман. В январе 1917 года Курбангалиев выезжал в Петроград, где был муфтием Баязитовым представлен Николаю II.

## Участие в процессах Гражданской войны
Февральскую революцию Курбангалиев (согласно его показаниям, данным в 1945 году) «встретил с воодушевлением». В 1917 году принимал участие в I и II Всебашкирских съездах (курултаях) в Оренбурге и в Уфе. Как представитель Челябинского уезда Оренбургской губернии вошел в состав правительства Башкирии.
Выступал против социализации земли в любой форме и за автономное духовное управление мусульман Башкурдистана. Стал одним из организаторов Аргаяшского кантона. В 1918 году возглавил «Комитет по распространению гражданства и свободы среди мусульман» в Челябинском уезде.
Вместе с отцом был основным оппонентом Ахмед-Заки Валиди в башкирском национальном движении, не принял перехода Башкирского правительства на сторону советской власти ради сохранения башкирской автономии и заявил от имени башкир о поддержке администрации А. В. Колчака. Был одним из лидеров башкирских белых частей. Лично встречался с Колчаком и был принят на должность обер-офицера при пункте его контрразведке в Уфе.
Был сторонником создания отдельного от татар башкирского автономного духовного управления мусульман. В своем прошении от 31 октября 1918 года во Временное сибирское правительство (вместе с тремя другими подписантами) просил: «Особенно желательно образование самостоятельного духовного управления, чтобы выйти из подчинения татарскому магометанскому управлению, так как это было одним из источников татарского засилья над башкирами». В личном письме в то же правительство от 9 января 1919 года объяснял «причины, побудившие башкирский народ образовать самостоятельный Башкурдистан» в том числе возможностью «татарского ига, в случае создания Общемусульманского Правительства, путем захвата власти со стороны татар».
Выступления против татарского духовенства Курбангалиев продолжил в докладной записке Колчаку (совместно с Мухаммед-Казиев Казимуратовым) от 12 мая 1919 года:

Татары (пришлый элемент в Башкирии, численностью 5 %), пользуясь этим, стараются вернуть свое господствующее положение над другими народностями мусульманского вероисповедания России (башкир, киргиз) и тем создать общемусульманскую антигосударственную позицию на будущее время, каковая позиция существовала еще в России до революции под руководством татар, как в Государственной Думе, так и в мусульманской печати и в обучении мусульман.
Летом 1919 года пытался организовать в Челябинске новый курултай башкир, затем с колчаковской армией отступил на восток. Сотрудничал с лидерами Белого движения Владимиром Каппелем, Романом Унгерном фон Штернбергом и Григорием Семёновым. В конце февраля 1920 года к Чите, к Семёнову, вышло 30 тысяч солдат-каппелевцев и среди них сводный 4,5-тысячный отряд башкир под командованием Мухаммад-Габдулхая Курбангалеева и Галимьяна Тагана.
17 марта 1920 года Курбангалиев как «представитель башкир» обратился к атаману Семёнову с просьбой для продолжения «борьбы против большевизма» разрешить ему сформировать «из стрелков башкир Российской армии и Туземной дивизии Отдельную Башкирскую кавалерийскую бригаду». Это предложение не было реализовано. Однако согласно приказу Семёнова от 23 мая 1920 года Курбангалиев рассматривался в качестве «представителя башкир при главнокомандующем всеми вооружёнными силами Российской Восточной Окраины». Затем он был избран председателем военно-национального управления башкир при Семёнове.
8 апреля 1920 года в сражении под Читой был ранен и умер брат Курбангалиева — Арун. На деньги Семёнова Курбангалиев выезжал в Харбин для изучения возможности привлечения местных мусульман к антисоветской борьбе.
После сдачи Читы белыми в октябре 1920 года Красной Армии эмигрировал в Маньчжурию. Там китайские власти разоружили башкир. 20 ноября 1920 года (в день перехода китайской границы) призвал башкир отказаться от вооружённой борьбы с советской властью и остаться в Маньчжурии (вопреки позиции Семёнова, который настаивал на продолжение борьбы в Приморье).
В Маньчжурии как имам и мударис продолжил работу по объединению единоверцев вокруг ислама, башкирских традиций и учебы на родном языке.

## Эмиграция в Японию и деятельность среди эмигрантов

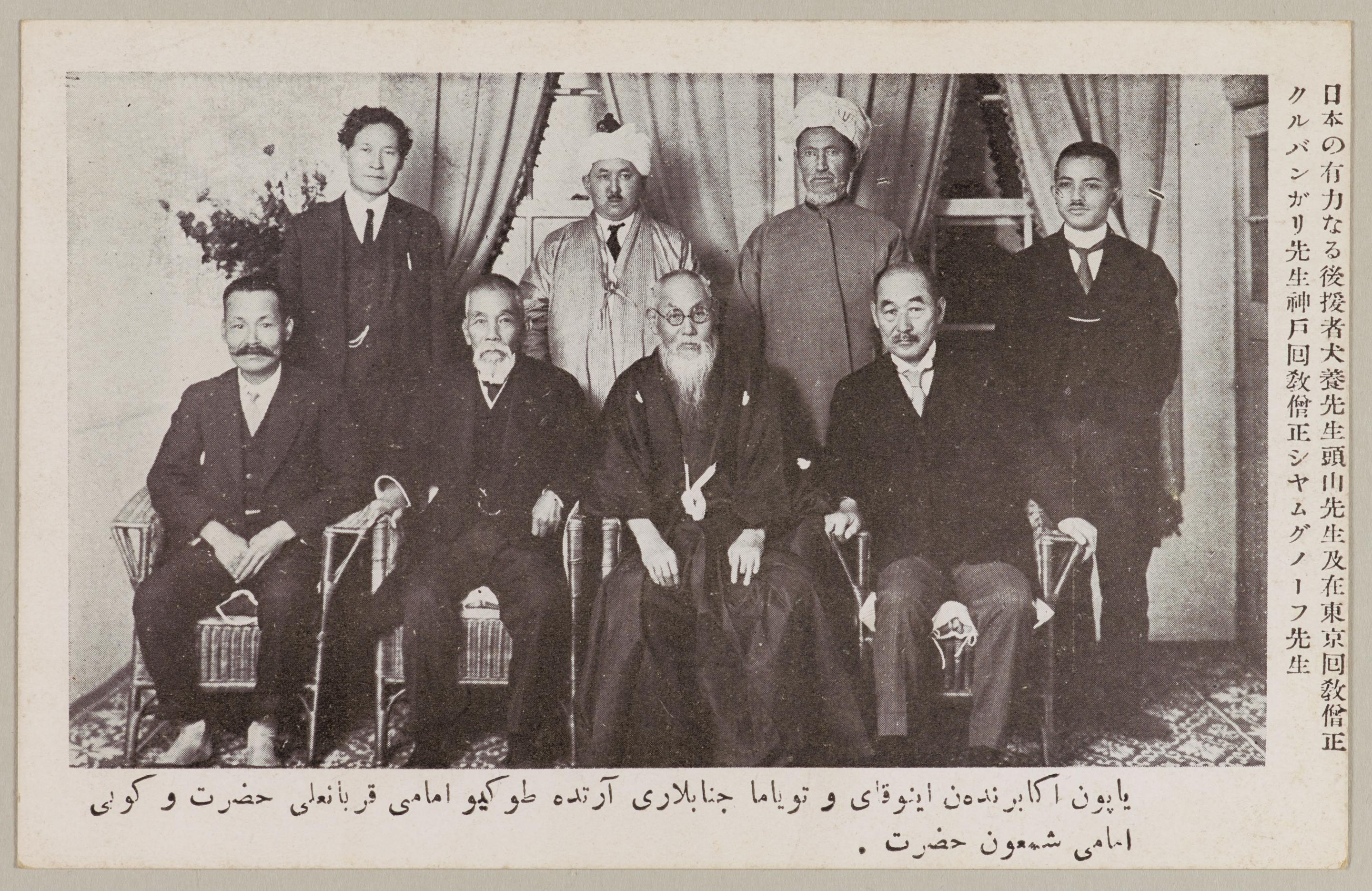
Начало 1930-х. Лидеры японских националистов и тюркских сообществ страны. Мухаммед-Габдулхай Курмангалиев — второй слева в заднем ряду

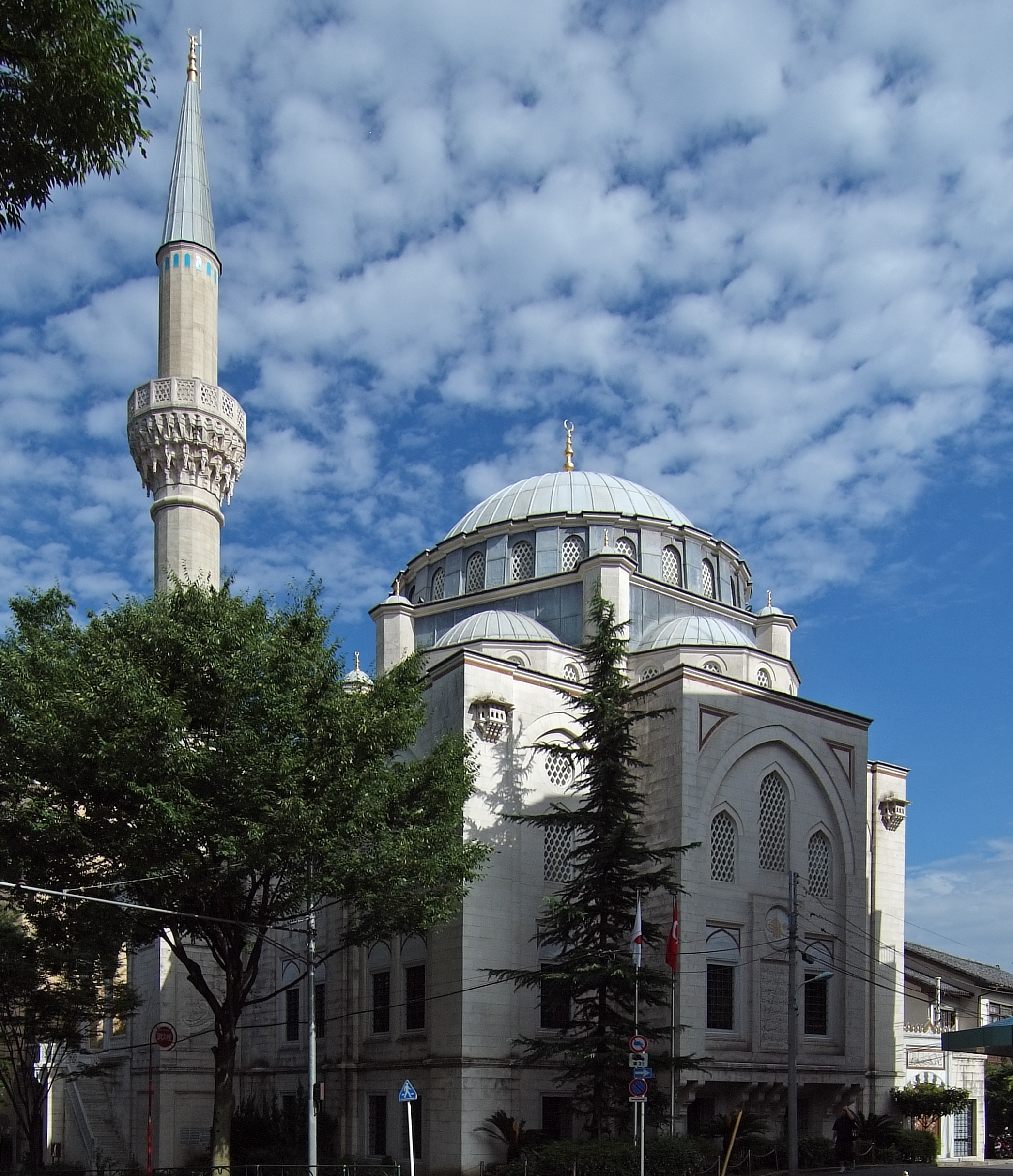
Мечеть в Токио, основанная Курбаналиевым

Курбангалиев заинтересовал японцев, которые стремились создать под протекторатом Японии мусульманские государства. Практически сразу после перехода китайской границы, в ноябре 1920 года Курбангалиев и полковник Бикмеев по рекомендации японского консула в Харбине выехали в Токио. Там они как представители башкир посетили Генеральный штаб вооруженных сил Японии и общались с рядом государственных деятелей.
В марте 1921 года десять офицеров-мусульман вновь посетили Токио. В 1924 году переехал в Японию, организовал общество мусульман г. Токио (махалля «Исламия») и стал его главой.
С марта 1923 года по октябрь 1924 года жил в Дайрене и служил советником правления Южно-Маньчжурской железной дороги. На эту должность его рекомендовал будущий министр иностранных дел Японии Мацуока. Там по официальному заданию японцев готовил «научный труд о сущности магометанства».
В 1927 году открыл школу для мусульман Японии.
В 1928 году организовал Всеяпонский съезд мусульман.
Основал типографию, выпускающую книги на арабском и татарском языке.
Объехал всю Японию, преподавал ислам, выпустил несколько книг об урало-алтайских народах и их истории.
В 1932—1936 гг. основал общество мусульман в Манчжоу-Го, медресе в Мукдене, журнал «Япон Мөхбире» («Японский вестник»), издал первый на Дальнем Востоке Коран.
Установил тесные связи с коммерсантами Кореи и Маньчжурии. Был близко знаком с представителями военного руководства Огасавара Наганари, Нанго Здиро, такими политиками, как граф Окума Сигэнобу — японского государственного деятеля, Тояма Мицуру (руководителя организации «Чёрный дракон»). Получал средства от финансовых олигархий Японии.
12 мая 1938 года открыл мечеть «Исламия» в Токио и стал первым муфтием Японии.
Мусульмане Японии были вовлечены в русло внешней политики и содействовали японской экспансии в Азии, в чём видели путь к своему освобождению, но деятельность Мухаммед-Габдулхая Курбангалиева препятствовала единой политике Японии по отношению к мусульманам, и МВД Японии организовало его «добровольный отъезд» в город Далянь (Маньчжурия).
Развернул движение за равное положение ислама среди других конфессий в Японии, и в 1939 премьер-министр Киитиро Хиранума заявил, что ислам равноправен в Японии с буддизмом и христианством.
Деятельность Курбангалиева встретила сопротивление с стороны «идель-уральцев», которых возглавлял Гаяз Исхаки, прибывший в Японию в 1933 году. Возник раскол среди мусульман Японии (и подконтрольных ей территорий). Исхаки планировал создать Идель-Урал и смог объединить вокруг себя большинство мусульман-эмигрантов. Курбангалиев пропагандировал идею создания независимого исламского государства под защитой Японии («от Урала до Фудзи») на основе общности урало-алтайских народов (с включением в его состав Средней Азии и Синьцзяна). Курбангалиев выпустил в Японии брошюру «Урало-алтайские народы».
Курбангалиев опирался на труды венгерского филолога Балога Бартоши, с которым познакомился в 1922 году в Токио. В Токио Бартоши изучал сходство тюркских и японского языков.
Японские власти в конечном итоге сделали ставку на Исхаки. В 1938 году арестовали Курбангалиева за несколько дней до церемонии открытия им мечети в Токио. Затем японцы в июне 1938 года выслали Курбангалиева в Дайрен, подарив ему через японское мусульманское общество около 10 тысяч иен. В Дайрене Курбангалиев проживал до прихода Красной армии. Местные китайцы-мусульмане провозгласили Курбангалиева великим имамом, а местное мусульманское общество установило ему памятник (при жизни) в Дайренской мечети.
Деятельность Курбангалиева была известна в СССР, где в период Большого террора его открыто объявили главным организатором борьбы против Советского Союза и репрессировали тех советских мусульманских духовных лиц, которые были с ним знакомы. В 1937 году (в разгар Большого террора) в СССР вышел сборник статей «О некоторых методах и приемах иностранных разведывательных органов и их троцкистско-бухаринской агентуры». В нем С. Уранов сообщал следующее:

Ставя ставку на организацию массовых диверсионных актов в глубоком тылу СССР (Средняя Азия, Урал, Татария), японская военщина поддерживает тесный контакт с эмигрантскими центрами кулацко-басмаческих, пантюркистских и пан-исламистских контрреволюционных группировок. На Ближнем Востоке и в Европе японцы открыто поддерживают лидеров контрреволюционной мусульманской эмиграции. В Японии главным организатором шпионской и диверсионной работы по «мусульманской линии» является мулла Курбангалиев, давно состоящий на службе у японской разведки
При этом сами японские разведчики не считали, что Курбангалиев вёл в годы Второй мировой войны антисоветскую работу. Начальник второго разведывательного отдела штаба Квантунской армии полковник Асада Сабуро показал 2 декабря 1946 года:

Считаю, что Курбангали не был агентом японского Генштаба. О его антисоветской работе мне ничего неизвестно. Японский Генштаб считал, что в СССР имеется слишком мало мусульман для того, чтобы использовать Курбангали для работы против СССР, и поэтому никаких заданий антисоветского характера Курбангали со стороны японского штаба не давалось. Насколько мне известно, денег для проведения антисоветской работы Курбангали от японских органов и учреждений также не получал

## Арест органами НКВД и жизнь на Родине
В 1945 году был арестован в Маньчжурии и осуждён в Москве на 10 лет тюремного заключения по статье 58 УК «За контрреволюционную деятельность». До 1955 года отбывал заключение во Владимирской тюрьме. Освободился (по его словам) 26 августа 1955 года и уехал к знакомому в Челябинск, который его содержал.
После освобождения некоторое время прибыл в Уфу. Там он 18 сентября 1956 года «без приглашения» (запись беседы сохранилась) был на приёме у Уполномоченного Совета по делам религиозных культов по Башкирской АССР. Курбангалиев заявил, что хотел бы вернуться к семье в Токио.
Пытался восстановить связи с исламским духовенством, затем поселился в Челябинске, где до самой смерти, последовавшей 22 августа 1972 года, исполнял обязанности имама-хатыба центральной мечети. Похоронен на мусульманском кладбище при мечети Исмагила в Челябинске.

## Семья
- Отец Габидулла Курбангалиев (расстрелян 7 декабря 1919 года)[22].
- Брат Арун Курбангалиев (умер после ранения апреля 1920 года в сражении под Читой)[7];
- Брат Габдул-Аваль Курбангалиев — расстрелян 7 декабря 1919 года[22];
- Жена, сын и две дочери. Курбангалиев в 1956 году говорил, что жена и сын жили у него в Токио в доме из 11 комнат и ходатайствовали о том, чтобы ему разрешили выехать к ним, в Японию. Обе дочери вышли замуж за турецких граждан, работников посольства Турции в Японии. Вся его семья на тот момент приняла турецкое гражданство[20]